# Henry Charles Litolff
Henry Charles Litolff (Londen, 6 februari 1818 – Bois-Colombes, 5 augustus 1891) was een componist, pianovirtuoos en muziekuitgever uit de romantiek.

## Levensloop
Litolff werd als zoon van een Schotse moeder en een Elsassische vader in 1818 in Londen geboren. Zijn vader was een violist die als gevangene naar Londen was gevoerd omdat hij voor Napoleon had gevochten in de Spaanse Onafhankelijkheidsoorlog.
Litolff kreeg zijn eerste muzikaal onderricht van zijn vader. Toen hij twaalf was speelde hij voor de pianist Ignaz Moscheles, die zo onder de indruk was dat hij hem vanaf 1830 gratis lessen gaf. Hij maakte de belofte waar en gaf al concerten vanaf zijn veertiende. Litolff kreeg les van Moscheles, totdat hij ervandoor ging met de zestien jaar oude Elisabeth Etherington om te trouwen in Gretna Green. Het paar verhuisde naar Melun en later naar Parijs.
In 1839 verliet hij Elisabeth en verhuisde naar Brussel. Rond 1841 verhuisde hij naar Warschau, waar hij mogelijk dirigent was van het orkest van het Teatr Narodowy. In 1844 vertrok hij naar Duitsland. Hij gaf er concerten en was de leraar van Hans von Bülow. Het jaar daarop keerde hij terug naar Engeland om officieel te scheiden van Elisabeth, maar dat plan mislukte. Hij belandde in de gevangenis en moest een hoge boete betalen. Hij wist te ontsnappen en vluchtte naar Nederland. Uit dankbaarheid voor het feit dat hij niet werd uitgeleverd wijdde hij een deel van zijn 3e symfonie aan de Nederlandse nationale hymne, Wien Neêrlands bloed. De grand sinfonie national Hollandais was daarmee een feit. 
Later kon hij toch scheiden van Elisabeth, nadat hij officieel ingezetene was geworden van het hertogdom Braunschweig. Hij raakte bevriend met de muziekuitgever Gottfried Meyer en trouwde na diens dood met zijn weduwe Julie. Het huwelijk duurde van 1851 tot 1858. 
Litolff ging na de dood van Meyer ook diens muziekuitgeverij runnen en doopte die om in Uitgeverij Litolff. Dit duurde tot 1855 toen hij in dienst trad van de hertog van Sachsen-Coburg-Gotha en de drukkerij overliet aan zijn aangenomen zoon Theodor Litolff (Meyer). Hij ging weer reizen en overal concerteren. Teruggekomen in Parijs was het moeilijk voor hem om zijn hoofd boven water te houden, er waren enorm veel concurrenten (zie hoofdstuk 'Pianopolis'). Hij ging zich bezig houden met dirigeren en componeren en werd zo langzamerhand een gezien man. 
Alhoewel er verschillende opera’s van hem uitgevoerd werden en hij zelfs voor de duur van drie jaar dirigent werd van de Parijse opera, lukte het hem niet zich definitief te vestigen als operacomponist. Na de dood van zijn derde vrouw, Louise, werd hij dirigent van een derderangs orkestje ergens in een van de voorsteden van Parijs. Toen hij daar ziek werd, werd hij verpleegd door een jong meisje waar hij kort daarna mee trouwde: hij 58, zij 17. De laatste 15 jaar van zijn leven besteedde hij aan dirigeren, het schrijven van operettes en lesgeven. Zijn carrière die zo’n flamboyante start had, ging als een nachtkaars uit. Zijn dood in 1891 was tevens het einde van een tijdperk waarin de piano en de pianovirtuoos allesoverheersend was.

## Pianopolis
Rond 1860 waren er in Parijs 20.000 pianoleraren actief. Genoeg om er een doorsnee stad mee te vullen: Pianopolis. Zoals de Franse musicoloog, pianist en componist Oscar Comettant in zijn boek Musique et musiciens (1862) schrijft. Als elke pianoleraar vijf leerlingen zou hebben, rekende Comettant verder uit, dan heb je in Parijs 100.000 mensen die zich bezig houden met piano spelen. Samengevat: piano en pianoles nemen, was in die tijd razend populair.
Een van die vele pianoleraren in Parijs was Henry Litolff, salonpianist en tevens componist van opera’s, pianomuziek, pianoconcerten en salonmuziek.

## Concerto Symphonique
Heel populair waren in de 19e eeuw korte stukken voor piano: berceuses, preludes, etudes, mazurka's en nocturnes. Litolff was een productief componist, hij schreef veel korte stukken voor piano. Daarnaast schreef hij ook typische salonmuziek, liederen en opera's.
Maar op zijn best is Litolff in zijn pianoconcerten. Hij heeft er vijf geschreven en noemde ze Symfonische Concerten. Hij behandelt het pianoconcert als een symfonie. Vandaar dan ook vier delen met voor het langzame deel een scherzo, wat het eerst toegepast werd door Beethoven. (Mozart gebruikte op die plek een menuet). Het Symfonisch Concert van Litolff lijkt op een symfonie waar een piano aan toegevoegd is. In het laatste deel van Concert Symphonique Nr.3 klinkt het oude Nederlandse (nationale) volkslied: Wien Neerlands Bloed. (zie boven)
Het idee om een pianoconcert in vier delen op te bouwen is overgenomen door Liszt als ook het gebruik van de triangel. Liszt droeg zijn eerste pianoconcert op aan zijn vriend Henry Litolff. Het eerste Symfonische Concert in d-mineur is zoekgeraakt. Nummer twee verscheen in 1844, elf jaar voor Liszt zijn eerste pianoconcert schreef. 
De Concert Symphonique worden nooit meer uitgevoerd. Nummer twee is pas in 1996, meer dan 100 jaar na de dood van Litolff, voor het eerst op cd vastgelegd. Het enige dat nog weleens uitgevoerd wordt, is het scherzo van het vierde symfonische concert uit 1852, wat algemeen als Litolffs beste pianoconcert wordt geschouwd. De belangrijkste reden dat ze nooit meer uitgevoerd worden, is dat Litollf de piano, hoe virtuoos de pianopartij ook is, gebruikt als obligaat instrument, het heeft louter een begeleidende functie. De piano speelt bij Litolff geen thematisch materiaal, zoals bij de meeste andere componisten wel gebeurt.

## Composities

### Werken voor orkest
- Concerto Symphonique nr. 2 in b-mineur, op. 22 (1844)
- Concerto Symphonique nr. 3 in E-majeur ("National Hollandais"), op. 45 (c.1846)[2]
- Concerto Symphonique nr. 4 in d-mineur, op. 102 (c.1852)
- Das Welfenlied, voor groot orkest, op. 99 - gebaseerd op een episch gedicht van Gustav von Meyern
- Concerto Symphonique nr. 5 in c-mineur, op. 123 (c.1867)

### Werken voor harmonieorkest
- Le dernier jour de la terreur - bewerkt door Grognet
- Ouverture tot de toneelmuziek van "Die Girondisten" - bewerkt door Meister
- Ouverture tot de toneelmuziek van "Maximilien Robespierre" - bewerkt door Miguel C. Meyrelles (1830-1900) alsook door Frank Winterbottom
- Ouverture tot de opera "Les Templiers"

### Muziektheater

#### Opera's
| Voltooid in | titel                                      | aktes             | première                                             | libretto                                                                                |
| ----------- | ------------------------------------------ | ----------------- | ---------------------------------------------------- | --------------------------------------------------------------------------------------- |
| 1845        | Salvator Rosa                              | alleen fragmenten | 24 februari 1845, Berlijn                            |                                                                                         |
| 1847        | Catherine Howard                           |                   | vermoedelijk: april 1847, Brussel, conservatorium    |                                                                                         |
| 1847        | Die Braut vom Kynast                       | 3 bedrijven       | 3 oktober 1847, Braunschweig                         | Friedrich Fischer naar het gelijknamig schouwspel van Ernst Augsut Friedrich Klingemann |
| om 1860     | Rodrique de Tolède                         | niet uitgevoerd   |                                                      |                                                                                         |
| 1866        | Le Chevalier Nahal ou La Gageure du diable | 3 bedrijven       | 10 augustus 1866, Baden-Baden                        | Édouard Plouvier                                                                        |
| 1871        | La Boîte de Pandore                        | 3 bedrijven       | oktober 1871, Parijs, Folies-Dramatiques             | Théodore Barrière                                                                       |
| 1872        | Héloise et Abélard                         | 3 bedrijven       | 17 oktober 1872, Parijs, Folies-Dramatiques          | Clairville - eigenlijk: Louis-François Nicolaie, William Busnach                        |
| 1874        | La Belle au bois dormant                   | 3 bedrijven       | 4 april 1874, Parijs, Théâtre du Châtelet            | Clairville - eigenlijk: Louis-François Nicolaie, William Busnach                        |
| 1874        | La Fiancée du roi de Garbe                 | 4 bedrijven       | 29 oktober 1874, Parijs, Folies-Dramatiques          | Adolphe Philippe Dennery, Henri Chabrillat                                              |
| 1875        | La Mandragore                              | 3 bedrijven       | 29 januari 1876, Brussel, Fantaisies-Parisiennes     | Jules Brésil naar Alexandre Dumas père «Mémoires d'un médecin»                          |
| 1885        | Les Templiers                              | 5 bedrijven       | 25 januari 1886, Brussel, Koninklijke Muntschouwburg | Jules Adenis, Armand Silvestre, Lionel Bonnemère                                        |
| 1888        | L'Escadron volant de la reine              | 3 bedrijven       | 14 december 1888, Parijs, Opéra-Comique              | Adolphe Philippe Dennery, Jules Brésil                                                  |
|             | Le Roi Lear                                | 3 bedrijven       | niet uitgevoerd                                      | Jules Adenis, Eugène Adenis                                                             |

#### Toneelmuziek
- Ouverture zu Maximillan Robespierre, op. 55 treurspel van Robert Griepenkerl
- Ouverture zu "Die Girondisten", op. 80 (c. 1850) treurspel van Robert Griepenkerl

### Vocale muziek

#### Liederen
- Abendlied, voor zangstem en piano (1849) - tekst: Nikolaus Lenau - opgedragen aan Maria Henriëtte Handel (1822-1904), echtgenote van Wilhelm Carl Albert von Weckherlin (1807-1872)

### Werken voor piano
- Bolero (Opuscules), op. 25, nr. 6 (1846)
- Moments de tristesse - Deux nocturnes, op. 30
  1. Douleur
  2. Consolation
- Impressions de voyage 6, Rapsodie polonaise, morceaux caractéristique
- Impromptu, 3 : souvenances - Erinnerungen, op. 98
- Spinnlied (Spinning song), op. 81